# Radegundis (Name)
Radegundis oder Radegund ist ein weiblicher Vorname.

## Herkunft und Bedeutung
Der Name wurde wahrscheinlich gebildet aus germanisch rat für Rat und gund Kampf.

## Varianten
- Radegund, Radegunde
- Radegonde, französisch

## Namensträgerinnen
- Radegundis († 587), Heilige aus Thüringen
- Radegund von Wellenburg († um 1290/1340), Selige, eine der drei bayerischen „Wolfsheiligen“